# Réserve de parc national des Îles-Gulf

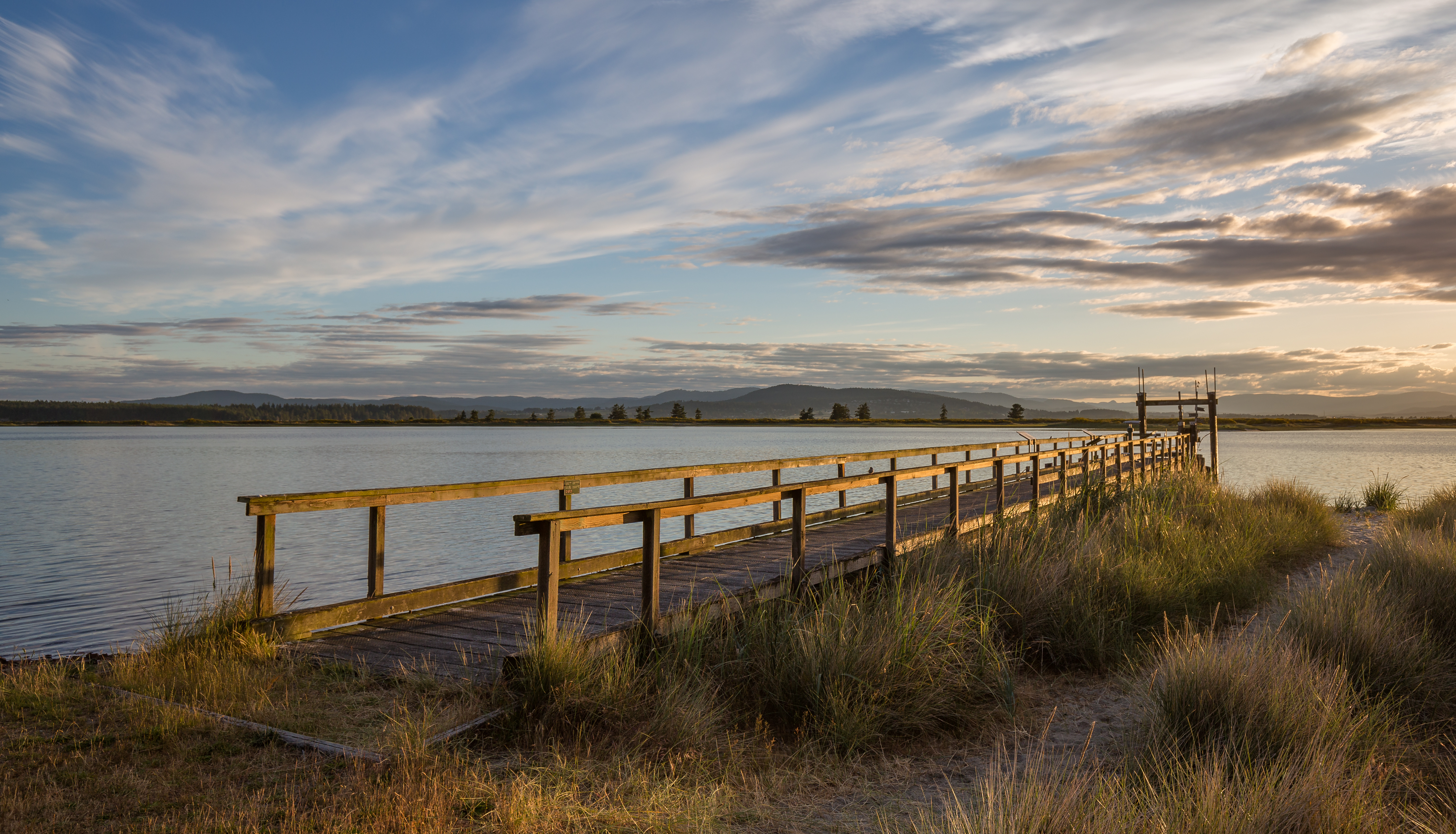
Un quai sur le cordon littoral de l'ile Sidneu dans la réserve. Juin 2018.

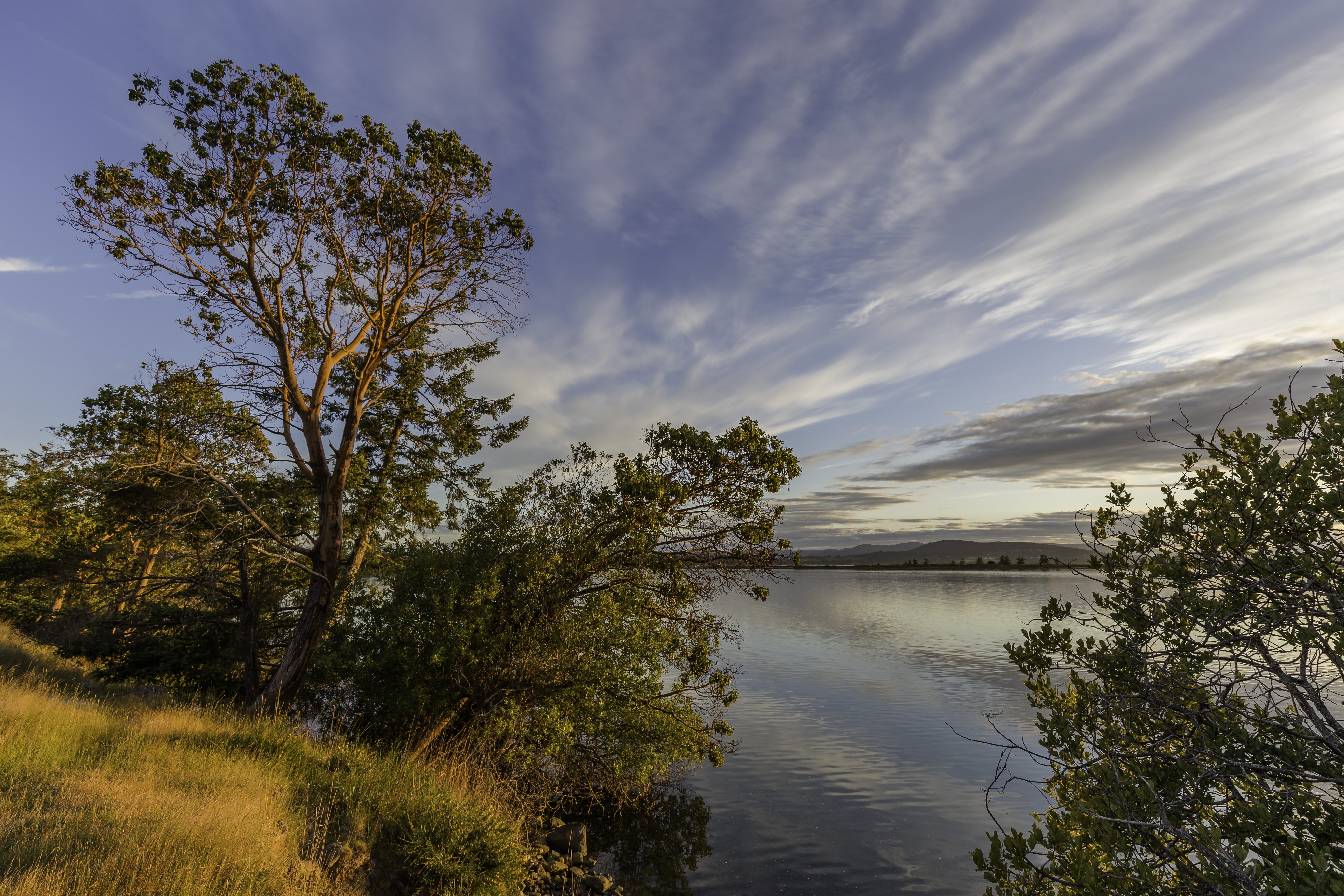
Paysage de la réserve de parc national des Îles-Gulf, avec des arbutus. Juin 2018.

La réserve de parc national des Îles-Gulf (anglais: Gulf Islands National Park Reserve) est un parc national du Canada situé en Colombie-Britannique, dans la partie sud des îles Gulf. Les îles Gulf sont situées dans le détroit de Géorgie qui sépare l'île de Vancouver et la partie continentale de la Colombie-Britannique. Créée en 2003, la réserve englobe une portion de quelque 35 kilomètres carrés de terres et de 26 kilomètres carrés d'aires marines où évoluent des orques.